# آرامائیس گریگوریان (سیاست‌مدار)
آرامائیس تموری گریگوریان (Արամայիս Թեմուրի Գրիգորյան؛ زادهٔ ۶ اکتبر ۱۹۶۵) یک سیاستمدار اهل ارمنستان است که از تاریخ ۲ ژوئن ۲۰۰۸ تا تاریخ ۱۲ مه ۲۰۰۹ در دولت تیگران سارگسیان سمت وزیر کشاورزی ارمنستان و از تاریخ ۳۰ آوریل ۲۰۱۴ تا تاریخ در دولت هوویک آبراهامیان سمت وزیر محیط زیست ارمنستان را برعهده داشت. گریگوریان همچنین نماینده دوره‌های سوم و چهارم مجلس ملی جمهوری ارمنستان بوده‌است. وی سمت استانداری استان آرارات را از تاریخ ۱۰ اکتبر ۲۰۱۳ تا تاریخ ۳۰ آوریل ۲۰۱۴ برعهده داشت.

## زندگی‌نامه
در ۶ اکتبر ۱۹۶۵ در آوشار، استان آرارات به دنیا آمد .

## یادداشت
1. ↑  ՀՀ ԱԺ Պաշտպանության, ազգային անվտանգության և ներքին գործերի մշտական հանձնաժողովի նախագահ